# 波尔凯拉
波尔凯拉，是西班牙加利西亚自治区奥伦塞省的一个市镇。总面积43平方公里，总人口1144人（2001年），人口密度27人/平方公里。